# El Torero (ganadería)
El Torero (oficialmente denominada Toros de El Torero) es una ganadería española de reses bravas, fundada en 1956 por Salvador Domecq y Díez. Desde el año 1968 pasó a llamarse oficialmente Toros de El Torero, y pasta actualmente en la finca “Las Salinas de Hortales”, en el término municipal de El Bosque, en la provincia de Cádiz; está inscrita en la Unión de Criadores de Toros de Lidia.
Es referente de la ganadería Lagunajanda, que fue formada con 62 vacas y sementales de El Torero; la dirige actualmente María Domecq Sainz de Rozas, hija de D. Salvador Domecq y Díez.

## Origen «Veragua»
En el año 1930, Juan Pedro Domecq y Núñez de Villavicencio comenzó a forjar una ganadería con la compra de la ganadería del Duque de Veragua a Agustín Mendoza Montero, conde de la Corte. Más tarde le añadió reses del Conde de la Corte y de la vacada heredada por los hijos de la marquesa de Tamarón; de esta manera formó el Encaste Juan Pedro Domecq, que abarca la mayoría del ganado bravo en España.

## Historia
La ganadería es heredada por los hijos de Juan Pedro Domecq en 1937, que pasan a anunciarla como Hijos de Juan Pedro Domecq, llevándola de manera conjunta hasta mediados de los 50. Previamente a la partición y al año siguiente del fallecimiento de Juan Pedro Domecq, la parte que le correspondió a su hijo Salvador Domecq y Díez fue adquirida por el ganadero José Enrique Calderón Serrano, natural de Marchena, manteniéndola con un notable éxito hasta su muerte en 1946; la ganadería pasa entonces a su esposa Carmen Alcalde Diosdado y a sus hijos Ricardo, Carmen, José Enrique y Manuel Alfonso Calderón Alcalde, que lidiaron como Herederos de José Enrique Calderón. No la tendrán durante muchos años, pues en 1949 tres de ellos se separan y venden sus partes; Ricardo vendió la suya a Salvador Algarra del Castillo, que la vendió a su vez en 1956 a Salvador Domecq y Díez. Éste eliminó el ganado vazqueño que tenía y se quedó con el hierro, formando así la actual ganadería de Toros de El Torero, añadiéndole las reses que le correspondieron de la partición de la ganadería de su padre. Con esta se produjo la última partición de la ganadería, pues en 1954 se había separado Álvaro Domecq y Díez y formó la actual ganadería de Torrestrella.

### Toros célebres
| Nombre     | Número | Peso               | Guarismo | Color | Fecha de lidia      | Plaza de toros            | Torero             | Observaciones |
| ---------- | ------ | ------------------ | -------- | ----- | ------------------- | ------------------------- | ------------------ | --- |
| Lenguadito | 74     | Negro              | 03/10    | 539   | 22 de mayo de 2015  | Las Ventas                | Sebastián Castella | Toro que salió como sobrero, sustituyendo a una res de Núñez del Cuvillo, y al que Castella cuajó una gran faena de la que obtuvo una oreja |
| Ojibello   | 40     | Negro listón       | 10/10    | 540   | 11 de mayo de 2016  | Las Ventas                | Paco Ureña         | Toro importante al que el diestro murciano cuajó y cortó una oreja después de un pinchazo.                                                  |
| Sextante   | 31     | Colorado chorreado | -        | 537   | 17 de junio de 2017 | Plaza de toros de Granada | Andrés Roca Rey    | Toro premiado con la vuelta al ruedo y al que el torero peruano cortó las dos orejas.                                                       |
| Fuentes:   |        |                    |          |       |                     |                           |                    | |

### Toros indultados
| Nombre   | Número | Peso | Color        | Fecha de lidia       | Plaza de toros                         | Torero       |
| -------- | ------ | ---- | ------------ | -------------------- | -------------------------------------- | ------------ |
| Rastrero | -      | -    | -            | 11 de agosto de 2006 | Plaza de toros de Motril               | César Rincón |
| Toledano | 43     | 528  | Negro mulato | 24 de marzo de 2019  | Plaza de toros de Morón de la Frontera | Pablo Aguado |
| Fuentes: |        |      |              |                      |                                        |              |

## Características

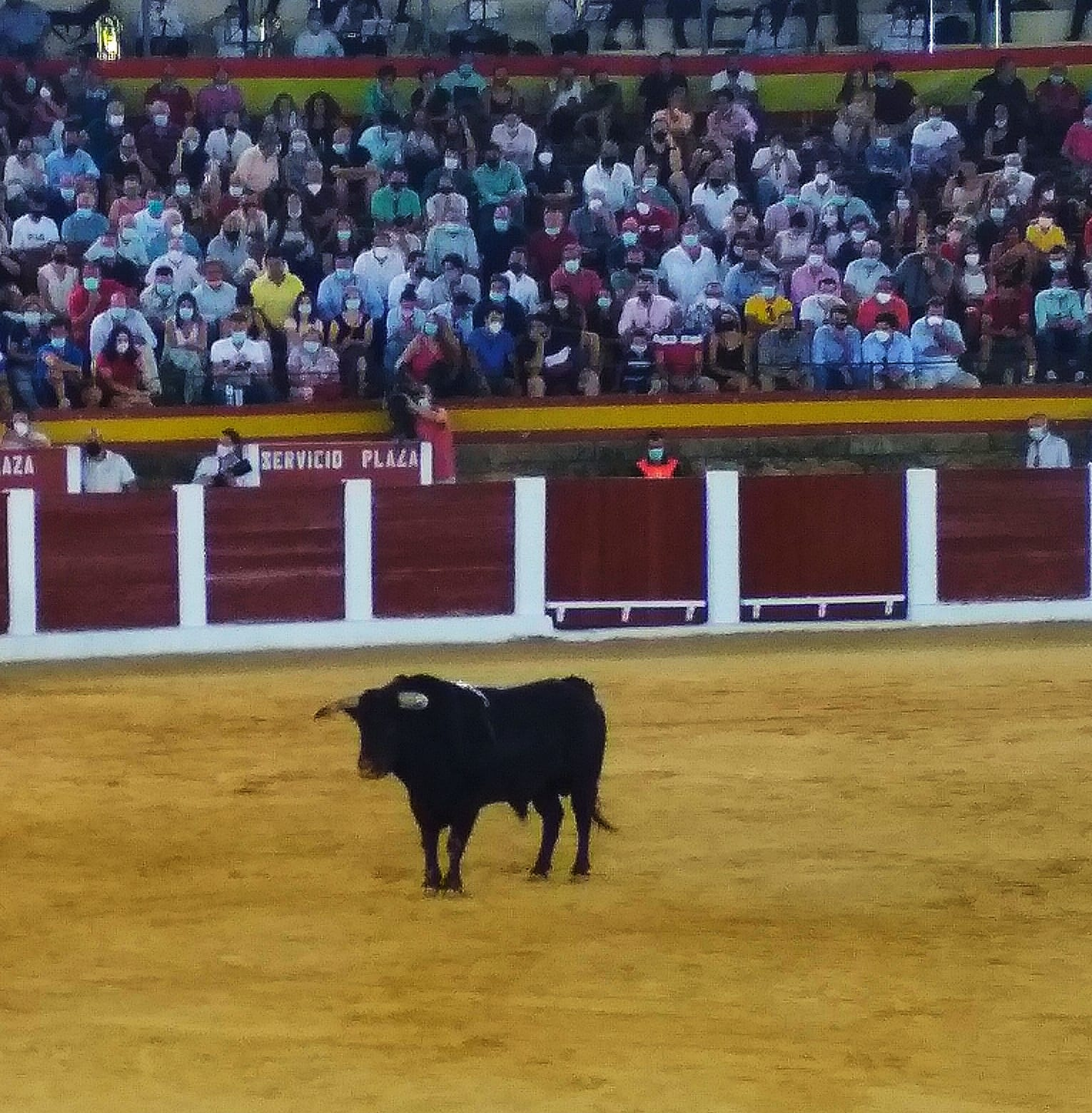
Toro lidiado por Emilio de Justo en Plasencia el 4 de agosto de 2020.

La ganadería está conformada con reses de Encaste Juan Pedro Domecq en la línea de Salvador Domecq. Atienden en sus características zootécnicas a las que recoge como propias de este encaste el Ministerio del Interior:
- Toros elipométricos y eumétricos, más bien brevilíneos con perfiles rectos o subconvexos, con una línea dorso-lumbar recta o ligeramente ensillada; y la grupa, con frecuencia, angulosa y poco desarrollada y las extremidades cortas, sobre todo las manos, de radios óseos finos.
- Bajos de agujas, finos de piel y de proporciones armónicas, bien encornados, con desarrollo medio, y astifinos, pudiendo presentar encornaduras en gancho. El cuello es largo y descolgado, el morrillo bien desarrollado y la papada tiene un grado de desarrollo discreto.
- Sus pintas son negras, coloradas, castañas, tostadas y, ocasionalmente, jaboneras y ensabanadas, estas últimas por influencia de la casta Vazqueña. Entre los accidentales destaca la presencia del listón, chorreado, jirón, salpicado, burraco, gargantillo, ojo de perdiz, bociblanco y albardado, entre otros. Además, estos toros tienen procedencia de la línea Osborne, dentro del encaste Domecq, por lo que es habitual encontrar: pintas ensabanadas, con accidentales característicos como el mosqueado, botinero, bocinegro, etc.

Los toros que siguen la línea morfológica de Salvador Domecq son más bastos de tipo y presentan un mayor desarrollo óseo, a diferencia de los que siguen la línea de Juan Pedro Domecq, que presentan un tipo de toro mucho más fino.

## Premios y reconocimientos
- 2017: Premio al Mejor toro de la Feria del Corpus de Granada 2016 por Mantecoso, lidiado por Andrés Roca Rey el 27 de mayo.[21][22]